# Ferme des Chanées
La ferme des Chanées ou aux Chanées est une ferme située à Romenay, dans le département français de Saône-et-Loire.

## Historique
La ferme est bâtie aux XVIIe et XVIIIe siècles. La cheminée sarrasine est précisément datée de 1703.
Cette dernière, ainsi que sa mitre, sont classées au titre des monuments historiques depuis le 14 mars 1925.

## Localisation
La ferme est située en Saône-et-Loire, sur la commune de Romenay et dans le hameau portant le nom de la ferme. Elle se trouve plus précisément entre l'agglomération de Romenay et la limite départementale avec l'Ain, non loin de la D975, au bout de l'impasse des Chanées.

## Description
La ferme porte l'une des trois cheminées sarrasines de Saône-et-Loire, avec la ferme du Champ-Bressan et la ferme de Saint-Romain situées elles aussi à Romenay. Sa mitre est carrée et en forme de clocher roman. Comme la plupart de fermes bressanes, elle possède plusieurs bâtiments annexes.